# Menard Art Museum

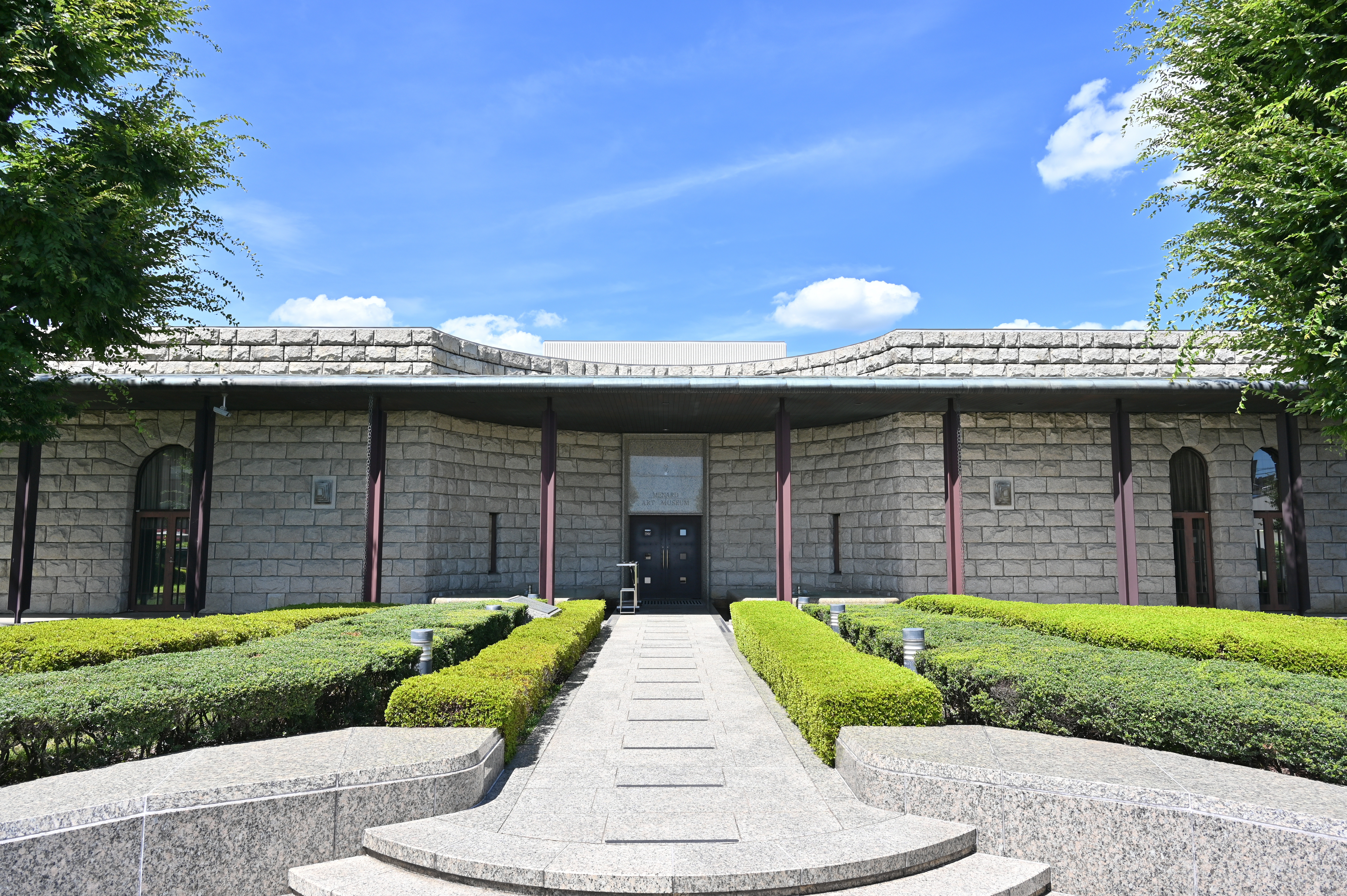
Menard Art Museum

Das Menard Art Museum (jap. メナード美術館, Menādo bijutsukan) befindet sich in der japanischen Stadt Komaki. Zur Sammlung des Kunstmuseums gehören Malerei, Skulptur und Kunsthandwerk des 19. und 20. Jahrhunderts aus Europa und Japan.

## Geschichte
Das Museum geht zurück auf die Initiative des Unternehmers Nonogawa Daisuke und seiner Frau, die beide aus Komaki stammen. Ihre private Kunstsammlung bildete den Grundstock des Museums, das seit dem 28. Oktober 1987 dem Publikum offensteht. Der auch in der deutschsprachigen Literatur übliche Name Menard Art Museum leitet sich von dem von Nonogawa Daisuke gegründeten Kosmetikunternehmen Nihon Menard Keshōhin K.K. (engl. Menard Cosmetic Co., Ltd) ab.

## Architektur
Für ihre Kunstsammlung ließen sich die Eheleute Nonogawa eigens einen Museumsneubau errichten. Das eingeschossige Gebäude verfügt über einen zentralen rechteckigen Innenhof, um den sich eine Galerie, drei Ausstellungsräume sowie Serviceeinrichtungen gruppieren. Beim Bau fanden edle Materialien Verwendung; während die Außenfassaden neben Glaselementen in Granit gehalten sind, kam bei der Innenausstattung in großem Umfang Marmor zum Einsatz.

## Sammlung

### Europäische Malerei
Das Ehepaar Nonogawa trug mehr als 1.300 Kunstwerke zusammen, die heute in wechselnden Ausstellungen im Museum gezeigt werden. Neben europäischer Malerei und Skulptur des 19. und 20. Jahrhunderts, verfügt das Museum über Bestände an japanischer Malerei und Kunsthandwerk.

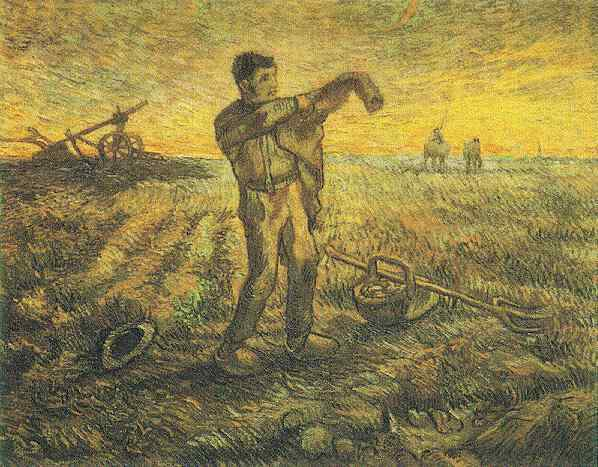
Vincent van Gogh: Abend, Ende eines Tages

Zu den frühesten europäischen Gemälden im Museum gehört Der Tod der Desdemona von Gustave Courbet als Vertreter des französischen Realismus. Édouard Manets Spätwerk Madame Martin mit schwarzem Hut ist ein Beispiel für die Werke des Impressionismus im Museum. Vom Spätimpressionisten Vincent van Gogh besitzt das Museum das Bild Abend, Ende eines Tages.  Hinzu kommt von Henri de Toulouse-Lautrec das Gemälde Engländer im Moulin-Rouge. Werke des Symbolismus im Museum sind Rêverie von Odilon Redon, Tanz der Salome von Gustave Moreau und Selbstporträt mit Masken von James Ensor, ein Hauptwerk des Künstlers.
Von der Malerei der Klassischen Moderne besitzt das Museum zahlreiche Werke namhafter Künstler. Hierzu gehören La Nappe bleue von Georges Braque, Femme à la Voilette von Henri Matisse, Les Belles Cyclistes von Fernand Léger und Pablo Picassos Stillleben Bougie, Palette, Tête Taureau, sowie ein Porträt seiner Frau Olga. Hinzu kommen die Arbeiten Ausschnitt von Wassily Kandinsky, Écuyère de cirque von Georges Rouault, Dame mit Hut von Paul Klee, Billard von André Derain, L’Été, la moisson et les glaneuses von Marc Chagall, Femme et Oiseau von Joan Miró, Lampe à pétrole von Bernard Buffet, Rooftops, St.Ives von Ben Nicholson und Nature morte sur le fond jaune von Nicolas de Staël, sowie ein weiteres Stillleben von Giorgio Morandi.

### Westliche Skulpturen
Neben dem umfangreichen Bestand an westlicher Malerei verfügt das Museum exemplarisch über einige Skulpturen europäischer Bildhauer. Hier gehört eine Balzac-Statue von Auguste Rodin zu den Sammlungshöhepunkten. Zum Besitz des Museums gehören von Antoine Bourdelle eine Figur des Herakles, von Aristide Maillol die Arbeit Île-de-France, von Alexander Archipenko eine Femme debout und von Marino Marini eine Reiterstatue.

### Japanische Künstler
Das Museum besitzt einen großen Bestand an japanischer Malerei des 19. und 20. Jahrhunderts. Zu sehen sind sowohl Kunstwerke in traditioneller japanischer Malweise, als auch Bilder, die von westlichen Kunstströmungen beeinflusst wurden. Gemälde in traditionell japanischer Malweise zeigt das Museum von Tawaraya Sōtatsu, Ogata Kōrin, Katsushika Oi, Yokoyama Taikan, Uemura Shōen, Kobayashi Kokei, Yasuda Yukihiko, Maeda Seison, Murakami Kagaku, Okumura Togyū, Fukuda Heihachirō, Hayami Gyoshū, Higashiyama Kaii, Takayama Tatsuo, Kayama Matazō und Hirayama Ikuo.
Unter den von westlichen Einflüssen stehenden Künstlern finden sich in der Sammlung des Menard-Kunstmuseums Werke von Fujishima Takeji, Okada Saburōsuke, Yasui Sōtarō, Umehara Ryūzaburō, Kuniyoshi Yasuo, Kishida Ryūsei, Yamaguchi Takeo, Munakata Shikō, Nakamura Tsune, Maeta Kanji, Saeki Yūzō und Koide Narashige.